# Montesquieu (Tarn e Garonna)
Montesquieu è un comune francese di 795 abitanti situato nel dipartimento del Tarn e Garonna, nella regione dell'Occitania.

## Società

### Evoluzione demografica
Abitanti censiti